# Chan Kwok Fai
Chan Kwok Fai, también conocido como Tedd Chan, nombre chino 曾 国 珲. Es un cantante  nacido en Ipoh, Malasia en 1982,  ganador en 2005 de un programa de Talentos conocido como el Astro Talent Quest (concurso de canto en Malasia). Tedd lanzó su primer sencillo en 2006, titulado Believe In Love, que también fue la canción de anuncio publicitario de la empresa Sony Cybershot. Lanzó su álbum debut titulado VOIS, a mediados de 2007. A finales de ese mismo año, Tedd lanzó su  álbum de re-SMILE, un paquete bajo el sello discográfico de EMI, que consta de tres nuevas canciones, incluidas todas las otras canciones de su álbum VOIS. En el año 2008, Tedd lanzó su nuevo EP de Tate, que consta de tres nuevas canciones. En el año 2010, Tedd lanza un nuevo álbum, titulado Love Himno, compuesto por siete canciones nuevas.